# Barnard (cratera marciana)
Barnard é uma cratera de impacto no quadrângulo de Hellas, em Marte. Ela se localiza a 68º latitude sul e 298° longitude oeste, possui 128 km de diâmetro e recebeu este nome em honra a Edward Barnard (1857–1923), um astrônomo americano.